# Naumburg (Saale) Hauptbahnhof
Naumburg (Saale) Hauptbahnhof – stacja kolejowa w Naumburg (Saale), w kraju związkowym Saksonia-Anhalt, w Niemczech. Znajdują się tu 3 perony.